# Kathleen Deckx
Kathleen Deckx  (Mol, 7 februari 1967) is een voormalig Belgisch politica voor sp.a.

## Levensloop
Ze studeerde aan de UIA, alwaar ze in 1990 afstudeerde als licentiaat in de rechten.
Vervolgens was ze van 1990 tot 2005 actief als advocaat. Deze job combineerde ze vanaf 1997 met die van lerares in het Koninklijk Technisch Atheneum van Mol. Deze laatste job oefende ze uit tot juni 2009.
Deckx was van 2001 tot 2018 gemeenteraadslid van Mol, waar ze van januari 2013 tot december 2018 schepen voor Onderwijs, Lokale Economie en Toerisme was. Nadat de sp.a er na de verkiezingen van 2018 in de oppositie belandde, besloot Deckx de politiek te verlaten en plaats te maken voor jongeren.
Bij de rechtstreekse Vlaamse verkiezingen van 7 juni 2009 werd ze verkozen in de kieskring Antwerpen. Ze was in het Vlaams Parlement lid van de Commissie voor Onderwijs en Gelijke Kansen. Bij de verkiezingen van 13 juni 2010 stond Deckx op de 22ste plaats op de Kamerlijst voor de kieskring Antwerpen. Ze behaalde 4102 voorkeurstemmen, maar werd niet verkozen. Ze bleef Vlaams volksvertegenwoordiger tot mei 2014. Bij de verkiezingen van 25 mei 2014 werd ze niet herkozen als Vlaams Parlementslid.
Na haar actieve politieke loopbaan keerde Kathleen Deckx in 2019 terug naar het onderwijs als deeltijds leerkracht voor juridische vakken in de derde graad van het middelbaar onderwijs. Tijdens de coronacrisis ging zij een postacademische opleiding tot erkend bemiddelaar volgen aan de Universiteit Antwerpen, die ze in 2021 voltooide. Nadien ging ze aan de slag als erkend bemiddelaar in familiezaken. Na het volgen van een extra opleiding voor het begeleiden van echtscheidingen door onderlinge toestemming, richtte zij in 2023 een bureau voor bemiddeling, conflictoplossing en verzoening op.